# حمدة بنت المؤدب
حمدة بنت زياد المؤدب أو حمدة بنت زياد بن تقي وتشتهر باسم حمدة بنت المؤدب هي شاعرة أندلسية عاشت في القرن الثاني عشر في عصر ملوك الطوائف. وهي من بلدة وادي آش، هي أخت زينب بنت زياد المؤدب، وصفها الدبلوماسي محمد بن عبد الوهاب الغساني كواحدة من شاعرات الأندلس.
اشتهرت حمدة بنت زياد في بلدتها وعرفها كل الشعراء والشاعرات في البلاد. كان والدها معلمًا (مُؤَدِّبًا)، هي ابنه لأسرة مثقفة غنية أنجبت البنات دون البنين، وقد أنفقوا على تعليم البنات كما كانوا سيفعلون لو كان لديهم أبناءً ذكورًا. واشتهرت حمدة وعرفت كواحدة من النساء اللاتي لُقّبن بشاعرات المغاربة. لقبت بخنساء المغرب لأنها قالت شعرا في الرثاء وكانت من مجيدة فيه.

## نسبها
هي حمدة ويقال حمدونة بنت زياد بن تقي، من قرية بادي من وادي آش من نواحي غرناطة في الأندلس، كان أبوها مؤدباً، ولذا لقبت بالمؤدب نسبة إلى ابيها.

## نشأتها
نشأت حمدونة في واد جميل غير بعيد عن غرناطة، وغرناطة وما حولها إلى مسافة تقارب الأربعين ميلاً تغطيها الخضرة والأشجار وتتخللها السواقي والجداول والأن‍هار. لقد عاشت حمدونة في وادي آش وهي مدينة تعرف أيضاً بوادي الأشات في بيت فيه علم وآداب، فقد كان أبوها زياد الوادي آشي يعرف بزياد المؤدب، وقد نشَّأ ابنتيه حمدونة وأختها زينب على الأدب والعلم.

## صفاتها
كانت أديبة نبيلة شاعرة ذات جمال ومال، مع العفاف والصون، وهي شاعرة مجيدة بلغت شهرتها الافاق.لقبت بخنساء المغرب وشاعرة الأندلس.

## شعرها
يقول عنهما لسان الدين ابن الخطيب: شاعرتان أديبتان، من أهل الجمال والمال والمعارف والصون، إلاّ أنّ حبّ الأدب كان يحملهما على مخالطة أهله مع صيانة مشهورة ونزاهة موثوق بِها. فكانتا شاعرتين من شهيرات شاعرات الأندلس، إلاّ أنّ حظ زينب في التاريخ لم يكن كحظ أختها حمدونة، ففي الوقت الذي حفلت فيه كتب الأدب بنماذج من شعر حمدونة وإشادة باسمها حتى لقبت بخساء المغرب وشاعرة الأندلس، كان نصيب زينب من الشهرة لا يزيد عن ذكر اسمها مرتبطاً باسم أختها فيقال: حمدونة بنت زياد وأختها زينب الشاعرتان، وفي بعض الأحيان كان يقال زينب بنت الوادي آشي وأختها حمدة، وليس من شك أنّ أدبنا الأندلسي قد خسر كثيراً بضياع شعر زينب كله خسارته بضياع شعر حمدونة الذي لم يصل إلينا منه إلاّ تلك النماذج القليلة التي ذكرها لنا صاحب نفح الطيب.
إنّ حمدونة شاعرة الطبيعة بين نساء الأندلس، ولو أُحسن اقتباس صفة مشرقية لها لقيل إنّها: «صنوبرية» الأندلس نسبة إلى رأس شعر الطبيعة في المشرق أبي بكر الصنوبري. هذا ولم يعرف عن حمدونة أي لون من ألوان الانحراف أو الميل عن الجادة بل كانت عفة رغم غزلها، متصوفة رغم إسهامها في قول التشبيب.
كانت حمدة أشهر شاعرات زمان‍ها، وكان لها نصيب كبير من العلوم، وكانت أشهر عالمات عصرها. روت عن العلماء، ورووا عنها، ومنهم أبو القاسم بن البراق.

## نماذج من شعرها
ذكرها «آيه جي آربيري» وقام بترجمتها بعنوان «بجانب الجدول»، وقام نبيل مطر بترجمة نفس القصيدة.